# Salvador Novo

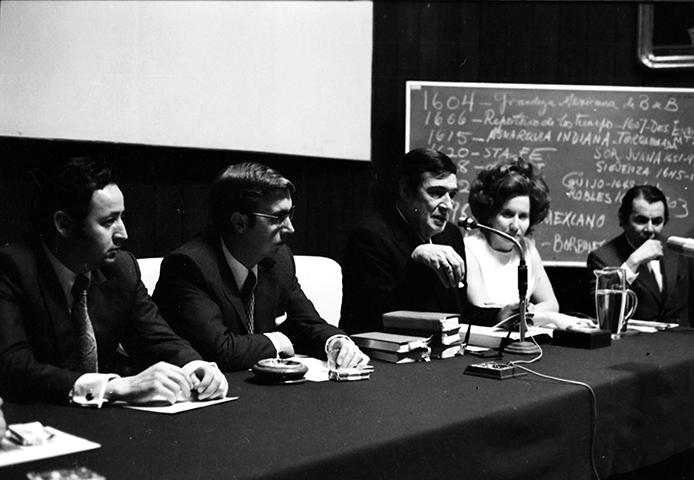
Salvador Novo (midden) in 1971

Salvador Novo López (Mexico-Stad, 30 juli 1904 - aldaar, 13 januari 1974) was een Mexicaans dichter, presentator, schrijver en intellectueel. Novo was een van de meest populaire en omstreden personen van zijn tijd.
Novo was afkomstig uit de hoofdstad. In 1927 richtte hij met Xavier Villaurrutia het tijdschrift Ulises op en een jaar later Contemporáneos. Dit laatste tijdschrift gaf de naam aan een nieuwe stroming Mexicaanse dichters, waartoe naast Novo en Villaurrutia ook Jaime Torres Bodet, José Gorostiza, Carlos Pellicer en Jorge Cuesta behoorden.
Novo stond bekend als een flamboyante persoonlijkheid, die alle gangbare conventies aan zijn laars lapte, vooral conservatisme en het Mexicaanse machismo. Novo was een van de eerste openbare homoseksuele beroemdheden in Mexico. Hij schilderde op late leeftijd zijn haar oranje en droeg opzichtige kleding en sieraden. Novo werd wel als de Mexicaanse Oscar Wilde gezien, ook vanwege zijn spitsvondige opmerkingen. Nadat bijvoorbeeld op een feest een vechtpartij was uitgebroken tussen militairen en homoseksuele intellectuelen, merkte Novo op dat "dat er van komt wanneer intellectuelen militaire kringen proberen binnen te dringen".
Desalniettemin leefde Novo niet op gespannen voet met het establishment, hij werd gekozen in de Mexicaanse Taalacademie, won in 1967 de nationale literatuurprijs en kreeg een eigen televisieprogramma over de geschiedenis van Mexico-Stad, en vanuit de homobeweging is hem wel verweten samen te werken met de overheid en media die zo'n kwalijke rol hadden gespeeld bij de onderdrukking van sociale bewegingen.
- Biblioteca Nacional de España: XX1050073
- Bibliothèque nationale de France: cb12408362f (data)
- Catàleg d'autoritats de noms i títols de Catalunya: 981058510087906706
- Gemeinsame Normdatei: 118786504
- International Standard Name Identifier: 0000 0001 0886 6915
- Library of Congress Control Number: n79056065
- MusicBrainz: c2780305-c9be-458b-b6ab-4402c4ce4d8f
- Nationale Bibliotheek van Israël: 987007444417805171
- Nationale Bibliotheek van Polen: a0000002290810
- Nederlandse Thesaurus van Auteursnamen: 068787200
- SNAC: w69t2f2x
- Système universitaire de documentation: 033192235
- Virtual International Authority File: 34544490
- WorldCat: E39PBJfH48tq8TBGpkmXmbxRrq